# Anthonomus eugenii
Anthonomus eugenii es una especie de gorgojo fitófago del género Anthonomus, categorizada en la tribu Anthonomini, de la subfamilia Curculioninae.

## Distribución
Se distribuye por América: Estados Unidos, República Dominicana, México, Costa Rica y Canadá.

## Taxonomía
Fue descrita por Cano en 1894.